# 石渡幸二
石渡 幸二（いしわた こうじ、1927年2月7日 - 2014年9月29日）は、日本の編集者、船舶評論家。

## 来歴
千葉県の現木更津市で網元の家に生まれる。
1951年東京商科大学（現一橋大学）を卒業し、三井銀行（現在三井住友銀行）に入行。1年で退社し、河出書房勤務。
軍艦や商船に強い興味を持っていたが、自身が満足するような趣味雑誌が存在していなかったため、1957年株式会社海人社を創立し、月刊誌『世界の艦船』を創刊。1989年まで同誌編集長。海人社代表取締役、出版協同社代表取締役などを務めた。

## 著書
- 『艦船夜話』出版協同社 1984
- 『名艦物語 第2次大戦を戦った艨艟たち』出版協同社 1986　のち中公文庫
- 『艦と人の回想譜』出版協同社 1994
- 『軍艦物語 思い出の艦影を尋ねて』中公文庫 1997
- 『太平洋戦争の提督たち』1997 中公文庫
- 『あの船この船 回想の船影を追って』1998 中公文庫

### 共編
- 『写真集連合艦隊』古川明撮影 青木栄一共編 出版協同社 1960